# Issia Wazy Football Club
Maillots
Le Issia Wazy Football Club est un club ivoirien de football basé à Issia.

## Palmarès
- Coupe de Côte d'Ivoire
  - Vainqueur : 2006
  - Finaliste : 2007

## Entraîneurs
- 2000 : Mamadou Zaré